# Прямоугольная квантовая яма
Прямоуго́льная ква́нтовая я́ма — средняя. характеризующаяся наименьшей потенциальной энергией, часть трёхчастной квантовомеханической системы с кусочно-постоянной зависимостью потенциальной энергии от декартовой координаты. Обычно рассматривается симметричная система, в которой потенциал в крайних частях одинаков; такой профиль потенциала является одним из самых простых в квантовой механике. Он может быть математически представлен как отрицательная константа на некотором отрезке {\displaystyle -a\ldots a} и нуль в остальных точках вещественной оси:
{\displaystyle U(x)={\begin{cases}-U_{0},&|x|\leqslant a,\\0,&|x|>a.\end{cases}}}
Порядок величины {\displaystyle a} — несколько нанометров, величины {\displaystyle U_{0}} — от долей до единиц эВ. Движение по двум другим координатам (то есть в плоскости {\displaystyle yz}) предполагается свободным.

## Волновые функции частицы
Стационарное уравнение Шрёдингера для частицы массой {\displaystyle m} в потенциале описанного профиля имеет вид
{\displaystyle {\begin{cases}-{\frac {\hbar ^{2}}{2m}}\Psi ''(x)-U_{0}\Psi (x)=E\Psi ,&|x|\leqslant a,\\-{\frac {\hbar ^{2}}{2m}}\Psi ''(x)=E\Psi ,&|x|>a.\end{cases}}}
Если ввести обозначения
{\displaystyle \varkappa ={\sqrt {-{\frac {2mE}{\hbar ^{2}}}}},}
{\displaystyle k_{0}={\sqrt {\frac {2mU_{0}}{\hbar ^{2}}}},}
{\displaystyle k={\sqrt {k_{0}^{2}-\varkappa ^{2}}},}
то оно примет вид
{\displaystyle {\begin{cases}\Psi ''(x)+k^{2}\Psi =0,&|x|\leqslant a,\\\Psi ''(x)+\varkappa ^{2}\Psi =0,&|x|>a.\end{cases}}}
Потенциал инвариантен по отношению к инверсии пространства {\displaystyle U(x)=U(-x)}, поэтому решения уравнения являются собственными функциями оператора чётности, то есть являются либо чётными ({\displaystyle \Psi (x)=u_{+}(x)}), либо нечётными ({\displaystyle \Psi (x)=u_{-}(x)}).
Чётные решения имеют вид
{\displaystyle u_{+}(x)={\begin{cases}A_{+}\cos kx,&|x|\leqslant a,\\A_{+}e^{\varkappa (a-|x|)}\cos ka&|x|>a,\end{cases}}}
где
{\displaystyle A_{+}={\frac {1}{\sqrt {a+{\frac {1}{k}}\sin ka\cos ka+{\frac {1}{\varkappa }}\cos ^{2}ka}}}}
Нечётные
{\displaystyle u_{-}(x)={\begin{cases}A_{-}\sin kx,&|x|\leqslant a,\\A_{-}e^{\varkappa (a-|x|)}\sin ka&|x|>a,\end{cases}}}
где
{\displaystyle A_{-}={\frac {1}{\sqrt {a-{\frac {1}{k}}\sin ka\cos ka+{\frac {1}{\varkappa }}\sin ^{2}ka}}}}